# Stord (île)
Stord est une île du comté de Hordaland en Norvège, au sud de Bergen.
Située dans la région traditionnelle de Sunnhordland, l'île se compose des municipalités de Stord (partie sud) et Fitjar (partie nord). Les plus grandes zones habitées de l'île sont la ville de Leirvik (qui a obtenu le statut de ville en 1997[réf. nécessaire]) et les villages de Sagvåg et Fitjar.